# Andrew Irvine
Andrew "Sandy" Comyn Irvine (8 tháng 4 năm 1902 – 8 tháng 6 năm 1924) là một nhà leo núi người Anh người đã tham dự Đợt thám hiểm Everest năm 1924, đợt thám hiểm thứ ba của Anh tới nóc nhà thế giới (8,848 m), Đỉnh Everest.
Khi đang thử leo lần đầu lên đỉnh Everest, anh và bạn leo George Mallory biến mất tại mặt Bắc của núi. Lần cuối cùng hai người được nhìn thấy là cách đỉnh núi vài trăm mét. Thi thể của Mallory đã được tìm thấy vào năm 1999, nhưng thi thể của Irvine vẫn còn mất tích.